# Die Kunstschützin
Die Kunstschützin ist ein deutsches Stummfilmmelodram aus dem Jahre 1913 von Heinrich Bolten-Baeckers und Carl Wilhelm mit Aenne Köhler in der Titelrolle.

## Handlung
Die Förstertochter Agate ist mit dem Gutsbesitzer Larke verheiratet. Der gerät eines Tages aufgrund der ungehemmten Freude am Glücksspiel seines Verwalters in große Not. Ohne Geld völlig mittellos, droht Larke und seiner Gattin der soziale Absturz. Da erinnert sich die Frau ihres größten Talents: den Umgang mit einem Schießeisen. Und so macht sich Agata bald einen Namen als Kunstschützin und schafft es durch ihr Können, die kleine Familie ökonomisch am Leben zu erhalten.

## Produktionsnotizen
Die Kunstschützin entstand zum Jahresende 1912 bzw. Jahreswechsel 1912/13 im Bolten-Baeckers-Filmstudio in Berlin-Steglitz, passierte die Filmzensur im Januar 1913 und wurde am 14. Februar desselben Jahres uraufgeführt. Der Zweiakter besaß eine Länge von etwa 1100 Meter. 

## Kritiken
Das Linzer Volksblatt befand, dieser Film gehöre „ausnahmsweise nicht in die Kategorie der dramatisierten Hintertreppenromane. Die Geschicke … entwickeln sich ziemlich natürlich.“
Die Kinematographische Rundschau meinte: „Das Motiv des Dramas ist aus dem Leben gegriffen und wurde von Direktor Bolten-Baeckers in meisterhafter Weise filmtechnisch wirksam bearbeitet! (…) Bilder von unvergleichbarer Schönheit zwingen das Publikum zu stürmischem Applaus.“